# Żegota

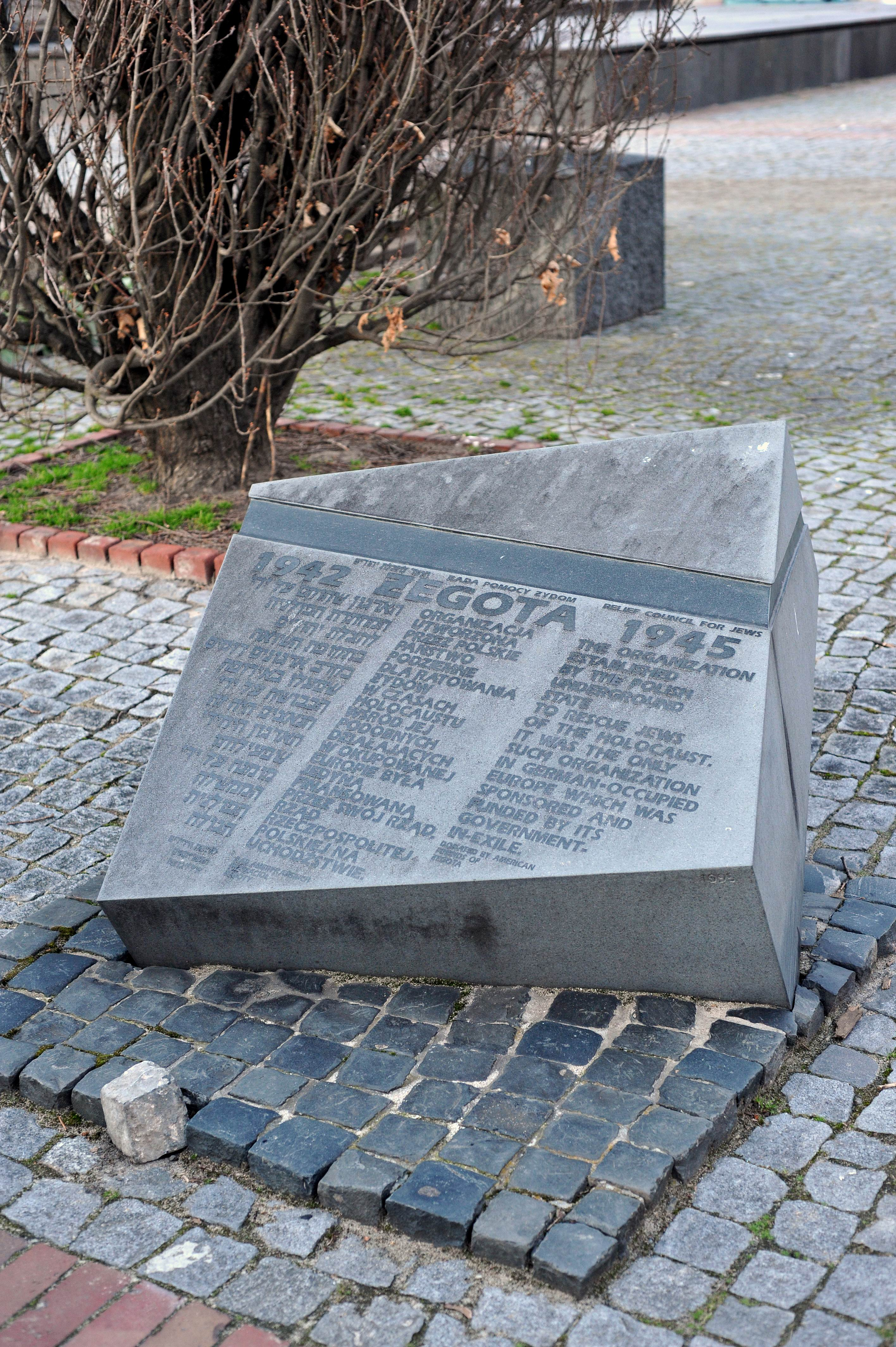
Monument à la mémoire de Żegota à Varsovie

Żegota était le nom de code de la Commission d'Aide aux Juifs (pl. Rada Pomocy Żydom), une organisation clandestine — partie de la résistance polonaise (Armia Krajowa) — qui opérait en Pologne durant l'occupation allemande entre 1942 et 1945. L'action de Żegota, successeur du Comité provisoire d'aide aux Juifs, qui s'inscrivit plus généralement dans le sauvetage de Juifs par des Polonais pendant la Shoah, a permis d'aider ou de sauver  quelques dizaines de milliers de Juifs polonais, dont de nombreux enfants.

## Les débuts
À l'été 1942 et depuis le début de l'occupation allemande de la Pologne, environ 1 000 000 Juifs polonais sont morts. Au début ils meurent de faim, de  maladies ou dans des massacres aléatoires mais après l'invasion de l'Union Soviétique en 1941, ils sont exécutés systématiquement par les nazis (cf. Einsatzgruppen de SS).
Depuis 1939, les leaders et une majorité de la population juive croyaient qu'en respectant la dure loi imposée par les occupants, ils réussiraient à survivre jusqu'à la libération par les Alliés. L'idée d'un génocide planifié était difficile à admettre. Les Allemands effectuaient des déportations en continu pour peupler les territoires lointains ; les Juifs polonais espérèrent donc qu'une fois les quotas de déportation achevés, les déplacements forcés cesseraient.
Durant l'année 1942, les doutes sur les plans des Allemands se dissipent petit à petit dans la résistance polonaise et chez les jeunes résistants juifs. Ils prennent conscience du fait que l'aide aux Juifs devrait être coordonnée et élargie immédiatement à tout prix. La seule action personnelle ne suffisait plus dans un pays appauvri, vivant sous un état policier et truffé d'agents et d'informateurs de Gestapo recrutés dans tous les groupes ethniques.

## Le contexte
Les forces d'occupation allemandes ont imposé en Pologne la loi la plus sévère en Europe occupée, punissant de mort toute personne habitant un foyer où un Juif caché est découvert (en). Cette loi rendait difficile de trouver des volontaires pour héberger les Juifs.

## L'organisation
L'idée d'unifier les efforts dispersés de la résistance viendra de deux femmes : Zofia Kossak et Wanda Krahelska-Filipowicz. Kossak était une écrivaine populaire en Pologne, une conservatrice catholique; Krahelska-Filipowicz était une activiste socialiste bien introduite auprès des officiers de la résistance (AK). Les personnes qu'elles contactèrent étaient déjà fortement engagées dans l'aide aux Juifs à titre personnel ou organisationnel. L'objectif était de relier ces actions dispersées et de fournir les ressources financières de la résistance et du gouvernement en exil à Londres. Il était aussi vital de coordonner les efforts avec la résistance juive et d'établir le lien avec la communauté juive. Les contacts entre AK et la ŻOB (organisation juive de combat) existaient déjà. Certains leaders de la communauté juive vivaient sous des fausses identités dans la partie « aryenne » de Varsovie, comme Adolf Berman et Leon Feiner (en), ils ont été invités aux premières discussions de la « Commission de Konrad Żegota » (le nom de « Konrad Żegota » est un nom de code facile à utiliser dans le contexte de conspiration).
La première organisation comprenait : Adolf Berman sioniste du Poale Zion – comme secrétaire ; Leon Feiner socialiste du Bund ; Julian Grobelny du Parti socialiste polonais – comme le président ; Tadeusz Rek (pl) de l'Union paysanne – vice-président ;  Ferdynand Arczyński de l'Union démocratique – trésorier ;  Władysław Bartoszewski et Witold Bieńkowski (en) du Front catholique pour la Renaissance de Pologne (en) – officiers de liaison.
Le réseau de Żegota s'étend ensuite à Cracovie, Lwów, Zamość et Lublin — environ 200 membres.
La commission a été organisée autour de besoins clairs avec les sections des Légalisations, de l'Habitat, des Finances, de l'Enfance, Médicale, Vestimentaire, de la Propagande et du Combat contre la délation.
Żegota se chargeait de trouver les cachettes. Les enfants étaient placés dans des familles, des orphelinats publics ou des institutions religieuses catholiques pour les enfants.

## Le bilan
Les chiffres concernant le nombre de Juifs polonais aidés ou sauvés diffèrent selon les auteurs. Pour l'historien Richard Lucas le nombre s'élève à 60 000 Juifs aidés ou sauvés, pour l'historien polonais Czesław Łuczak le nombre total s'élève à 30 000 Juifs tandis que pour l'historien australien Paul R. Bartrop le nombre s'élève à 29 000 Juifs (dont 4000 Juifs sauvés). 
À Varsovie, la section de l'enfance de Żegota dirigée par Irena Sendlerowa, a réussi à placer environ 2 500 enfants juifs sortis du Ghetto dans des familles polonaises catholiques et des orphelinats.
En 1963, le comité Żegota a été honoré en tant qu'organisation par Yad Vashem : un arbre a été planté dans l'allée des justes (en) - Władysław Bartoszewski a assisté à la cérémonie.